# Изотермический процесс
Изотермический или изотермный процесс (от др.-греч. ἴσος «равный» и θέρμη «жар») — термодинамический изопроцесс, происходящий в физической системе при постоянной температуре.

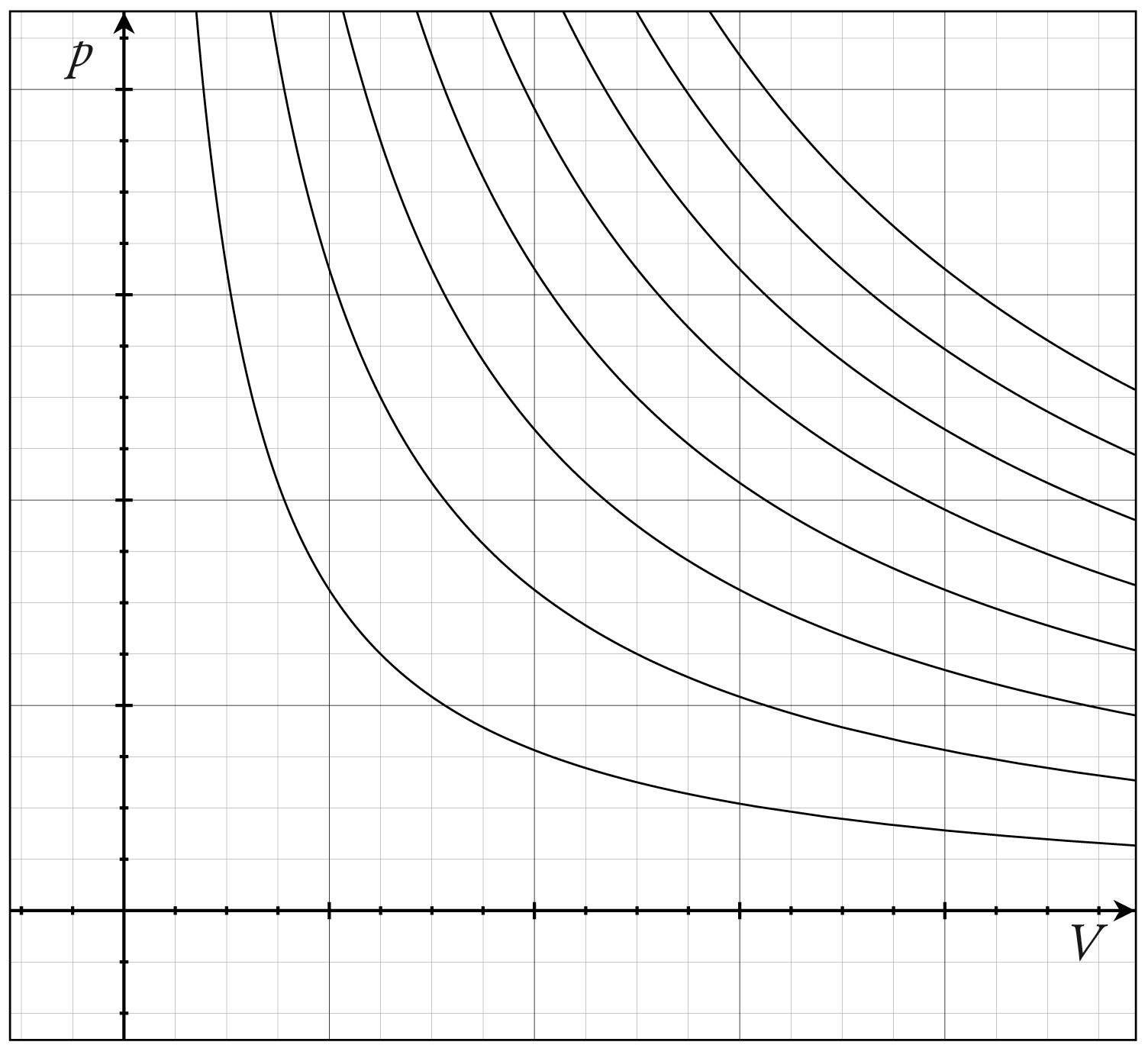
Несколько изотерм для идеального газа на p-V диаграмме

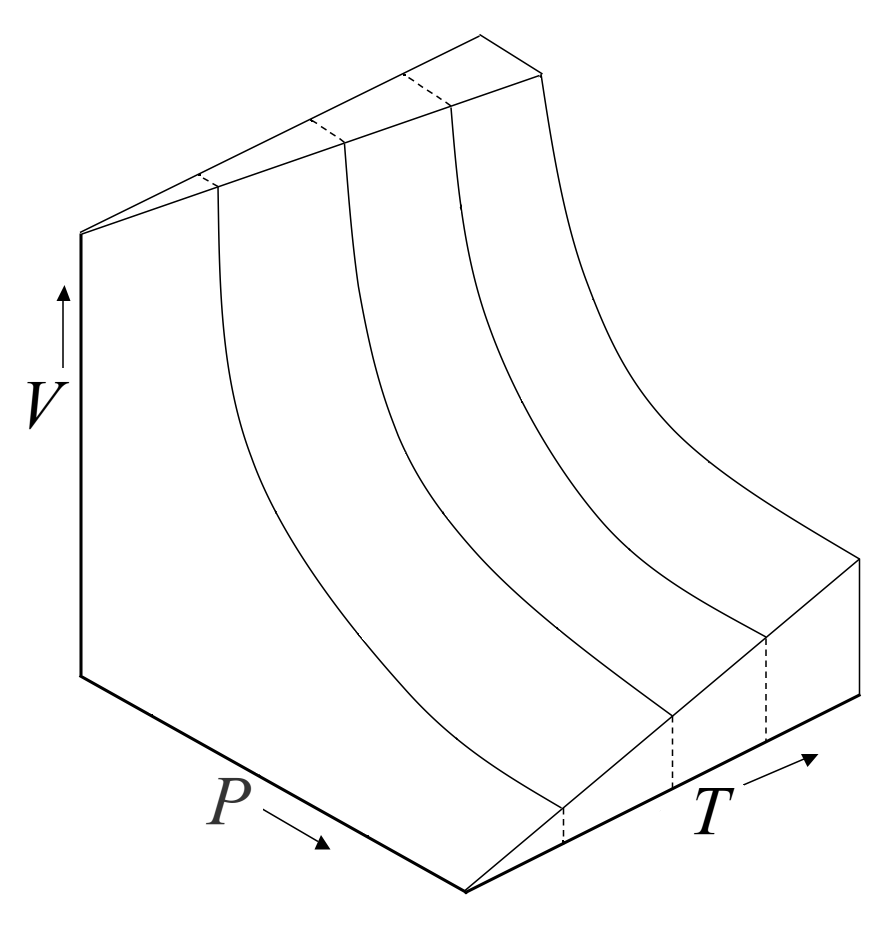
Несколько изотерм для идеального газа на p-V-T диаграмме

Для осуществления изотермического процесса систему обычно помещают в термостат (массивное тело, находящееся в тепловом равновесии), теплопроводность которого велика, так что теплообмен с системой происходит достаточно быстро по сравнению со скоростью протекания процесса, и, температура системы в любой момент практически не отличается от температуры термостата. Можно осуществить изотермический процесс иначе — с применением источников или стоков тепла, контролируя постоянство температуры с помощью термометров. К изотермическим процессам относятся, например, кипение жидкости или плавление твёрдого тела при постоянном давлении. Графиком изотермического процесса является изотерма.
В идеальном газе при изотермическом процессе для неизменной массы газа произведение давления на объём постоянно (закон Бойля — Мариотта):
{\displaystyle PV=const},
откуда при изменении объёма или давления, имеем:
{\displaystyle P_{1}V_{1}=P_{2}V_{2}}
где:
{\displaystyle P_{1}} и {\displaystyle P_{2}} — давление газа в начале и конце процесса;
{\displaystyle V_{1}} и {\displaystyle V_{2}} — объём газа в начале и конце процесса
Изотермы идеального газа в координатах {\displaystyle p,V} — гиперболы, расположенные на графике тем выше, чем выше температура, при которой происходит процесс (см. рисунок).
В общем случае при изотермическом процессе системе сообщается некоторое количество теплоты {\displaystyle Q} (или она отдаёт теплоту) и системой совершается работа {\displaystyle A} над внешними телами. Альтернативный процесс, при котором теплообмен с окружающей средой отсутствует (термодинамическая система находится в энергетическом равновесии — система не поглощает и не выделяет тепло), называется адиабатическим процессом.
Работа {\displaystyle A}, совершённая идеальным газом в изотермическом процессе, равна
{\displaystyle N\,k\,T\,\ln(V_{2}/V_{1})},
где {\displaystyle N} — число частиц газа, {\displaystyle T} — температура, {\displaystyle V_{1}} и {\displaystyle V_{2}} — объём газа в начале и конце процесса, {\displaystyle k} — постоянная Больцмана .
В твёрдом теле и большинстве жидкостей изотермические процессы очень мало изменяют объём тела, если только не происходит фазовый переход.
Первый закон термодинамики для изотермического процесса записывается в виде:
{\displaystyle Q=A,}
где учитывается, что внутренняя энергия системы в изотермическом процессе не изменяется. Таким образом, в изотермическом процессе вся теплота, полученная системой, расходуется на совершение системой работы над внешними телами. Также, для идеальных газов энтальпия в изотермическом процессе остаётся постоянной.
Для реальных газов в изотермическом процессе подведённая теплота не равна совершённой работе, энтальпия не остаётся постоянной, и происходит изменение внутренней энергии, поскольку для реальных газов внутренняя энергия является функцией не только температуры, но и давления.

## Комментарии
1. ↑  Изотермичность теплообмена, подразумевающую, что одно тело получает теплоту от другого, имеющего такую же температуру, нельзя понимать буквально. Это просто означает, что разностью температур источника и приёмника теплоты в рамках рассматриваемой задачи можно пренебречь[3].